# Parc national de Söderåsen
Vous lisez un « article de qualité » labellisé en 2011.
Le parc national de Söderåsen (en suédois : Söderåsens nationalpark) est un parc national situé en Scanie, dans le Sud de la Suède. Situé sur un horst, le parc d'une superficie de 1 625 ha, forme un relief proéminent dans une région autrement relativement plate. Il est découpé par de profondes vallées, dont en particulier celle de Skäralid, principale attraction du parc.
Des humains ont probablement habité la région depuis l'âge du bronze et du fait de l'occupation humaine au XIXe siècle, une bonne partie de la surface actuelle du parc a été défrichée. Cependant, plusieurs zones, en particulier sur les versants, ont préservé leur flore originelle et la forêt a depuis reconquis le terrain. De nos jours, l'essentiel de la superficie du parc est recouvert d'une forêt de feuillus et constitue ainsi une des plus grandes forêts de feuillus protégées des pays nordiques. Cette forêt accueille une flore particulièrement riche, en particulier dans les zones où le sol est constitué de diabase où la végétation devient luxuriante. La faune du parc est aussi significative, en particulier les oiseaux et insectes.
Constitué en 2001, le parc national fait partie de nos jours des attractions les plus visitées de tout le pays, notamment grâce à sa proximité avec plusieurs villes importantes de Suède et du Danemark.

## Géographie

### Localisation et frontières
Le parc national de Söderåsen est situé dans le comté de Scanie, la région la plus méridionale de Suède. Il couvre une superficie de 1 625 ha, à cheval entre la commune de Svalöv et celle de Klippan. Il est de ce fait situé à proximité de plusieurs importantes villes suédoises, telles qu'Helsingborg, située à une trentaine de kilomètres, mais aussi Lund et Malmö, respectivement 8e, 11e et 3e plus grande ville du pays. De plus, grâce à l'ouverture du pont de l'Øresund et à la ligne de ferry Helsingborg-Helsingør, le parc est facilement accessible depuis la région capitale danoise, où se situe en particulier Copenhague. La route nationale 13, reliant Ystad à Ängelholm longe la frontière nord du parc, permettant ainsi d'accéder aux diverses entrées du parc.

### Relief

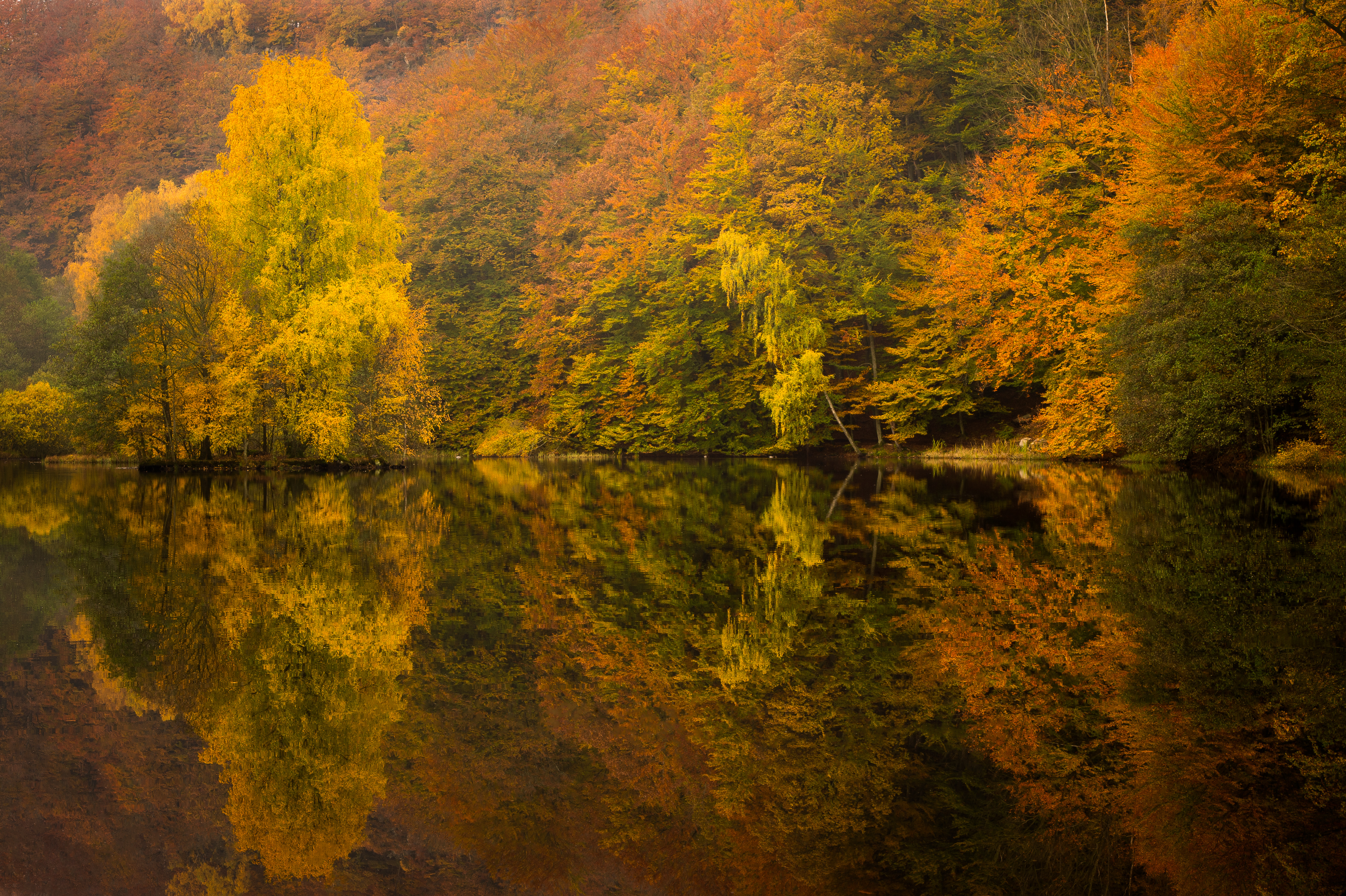
La vallée de Skäralid en automne.

Le parc couvre la partie orientale du horst de Söderåsen (qui signifie la crête du sud). Ce horst constitue un relief proéminent en Scanie, région par ailleurs relativement plate et de faible altitude. Cet effet est accentué par le fait que les frontières du horst sont très nettes, le relief s'y élevant brusquement. Ceci est en particulier visible à la frontière nord-est du parc, qui constitue aussi la frontière nord-est du horst. Le massif de Söderåsen constitue un plateau, culminant à 212 m, au niveau de Magleröd, ce qui en fait le plus haut point de Scanie. Dans le parc national lui-même, l'altitude atteint environ 200 m. Le plateau est découpé profondément par plusieurs vallées, formant parfois de véritables canyons, comme la vallée de Klova hallar (85 m de dénivelé) en dehors du parc ou celle de Skäralid (75 m), cette dernière étant l'attraction principale du parc. La vallée de Skäralid est dominée par le point de vue Kopparhatten, à environ 150 m d'altitude.

### Climat
Le parc est baigné, comme tout le sud de la Suède, dans un climat océanique (climat continental humide de type Dfb selon la classification de Köppen), avec des températures relativement douces, principalement grâce à l'influence du Gulf Stream. Bien que l'altitude de Söderåsen soit modérée, elle constitue tout de même un obstacle, ce qui implique que la quantité de précipitations (de l'ordre de 800–900 mm) y est nettement supérieure à celle des plaines voisines, phénomène que l'on retrouve pour les autres horsts de la région. Ces quantités sont réparties relativement uniformément au cours de l'année, le printemps étant cependant en général plus sec. Du fait des températures, les précipitations peuvent avoir lieu sous forme neigeuse en hiver, mais la couverture neigeuse dure en moyenne moins de deux mois.
| Mois                     | jan. | fév. | mars | avril | mai  | juin | jui. | août | sep. | oct. | nov. | déc. | année |
| ------------------------ | ---- | ---- | ---- | ----- | ---- | ---- | ---- | ---- | ---- | ---- | ---- | ---- | ----- |
| Température moyenne (°C) | −0,8 | −0,8 | 1,8  | 5,9   | 11,5 | 15,3 | 16,5 | 16,3 | 12,9 | 8,9  | 4,4  | 0,9  | 7,7   |
| Précipitations (mm)      | 61,1 | 39,2 | 51,3 | 44,7  | 44,5 | 67,3 | 83,8 | 62,9 | 72,2 | 67,6 | 76,2 | 70,9 | 741,8 |

### Hydrographie

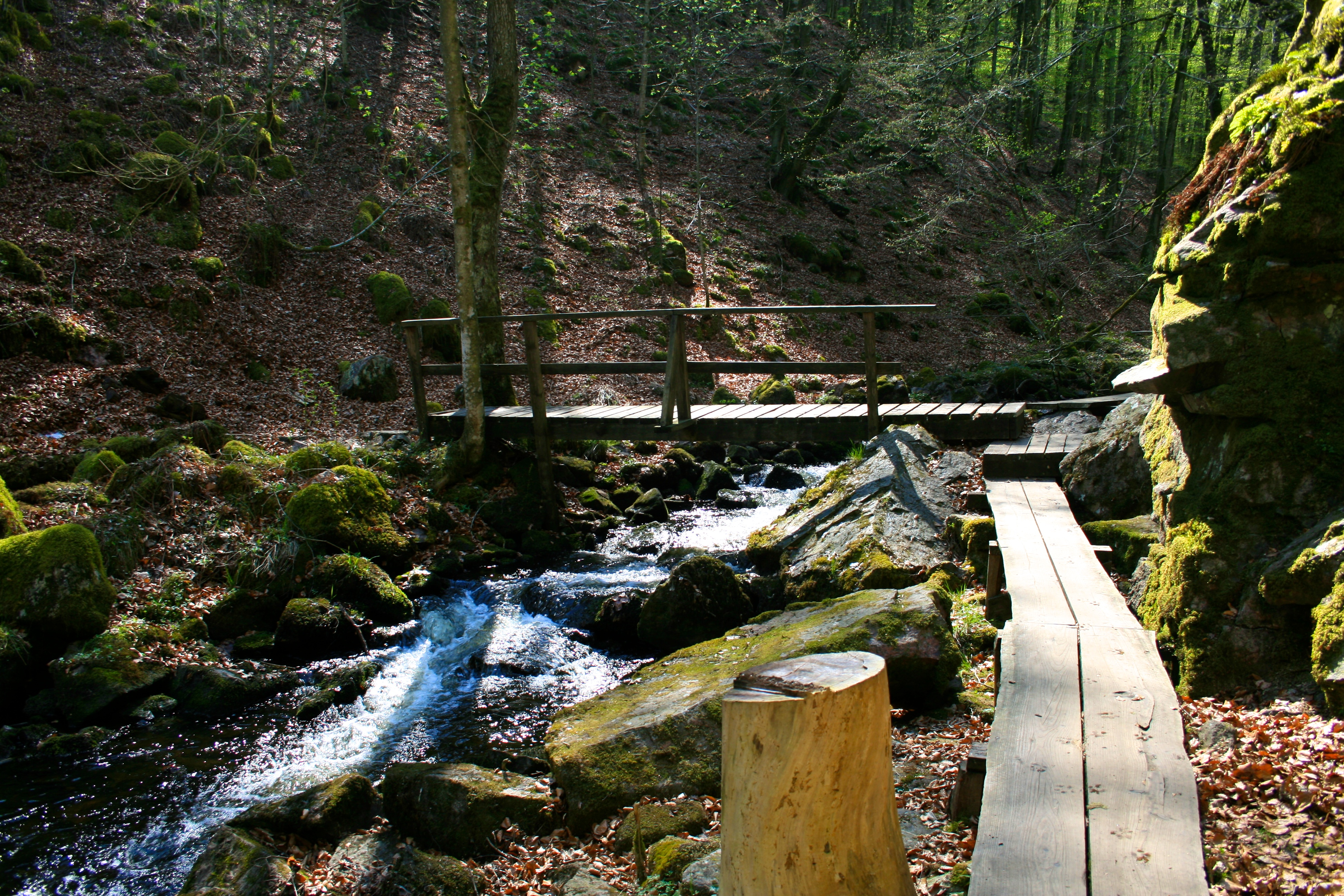
Petite cascade sur un affluent de la Skärån

Tous les cours d'eau du parc font partie du bassin versant de la rivière Rönne å. Du fait des précipitations importantes, de nombreux ruisseaux sillonnent le horst. Les vallées sont principalement orientées vers le nord-est. La principale vallée du parc est la vallée de la rivière Skärån, cette dernière étant issue de la confluence du ruisseau Kvärkabäcken et Dejebäcken. Un barrage est situé sur le cours de la rivière, à proximité de l'entrée principale du parc, ce qui a créé le petit lac artificiel de Skärdammen. Au niveau de l'entrée sud du parc se trouve la vallée de Nackarpsdalen et le lac d'Odensjön. Ce dernier est le seul lac naturel du parc, d'une profondeur de 20 m.

## Géologie

### Formation
Le horst s'est formé il y a environ 150 millions d'années, ce qui correspond à la période du Jurassique. Sa formation est liée aux failles de la zone de Tornquist, qui séparent le bouclier scandinave, au nord, du reste de l'Europe. Cette zone tectonique est la plus longue d'Europe, allant de la mer du Nord à la Pologne, et traverse en particulier l'île de Bornholm et la Scanie, selon un axe dominant nord-ouest sud-est. L'activité de ces failles durant le jurassique a provoqué le soulèvement relatif du horst de Söderåsen et la subsidence du bloc accueillant actuellement le lac de Ringsjön, au sud d'Höör. Plusieurs autres horsts similaires se trouvent en Scanie, parallèles à celui de Söderåsen, tels que Romeleåsen au sud ou Linderödsåsen au nord ; le horst de Kullaberg se trouve dans le prolongement de celui de Söderåsen.
Les roches du parc sont principalement des gneiss issus des transformations métamorphiques du socle granitique précambrien, ayant vraisemblablement eu lieu il y a 1 800 millions d'années. On trouve aussi des amphibolites, des diabases et du basalte, provenant de divers évènements volcaniques passés. Ainsi, les diabases, que l'on retrouve en particulier dans des fissures orientées nord-ouest sud-est ont été datées du début du permien (−290 Ma), alors que les blocs de basalte datent le plus souvent du début du Jurassique (−200 Ma). Cependant, certains basaltes sont plus récents, en particulier, les orgues basaltiques visibles à Rallate, au sud de Skäralid, près de la frontière nord-est du parc, datés à environ 110 millions d'années. Ces épisodes volcaniques ont été interprétés comme une fusion partielle de l'asthénosphère due à une décompression liée à l'activité tectonique des failles.

### Érosion

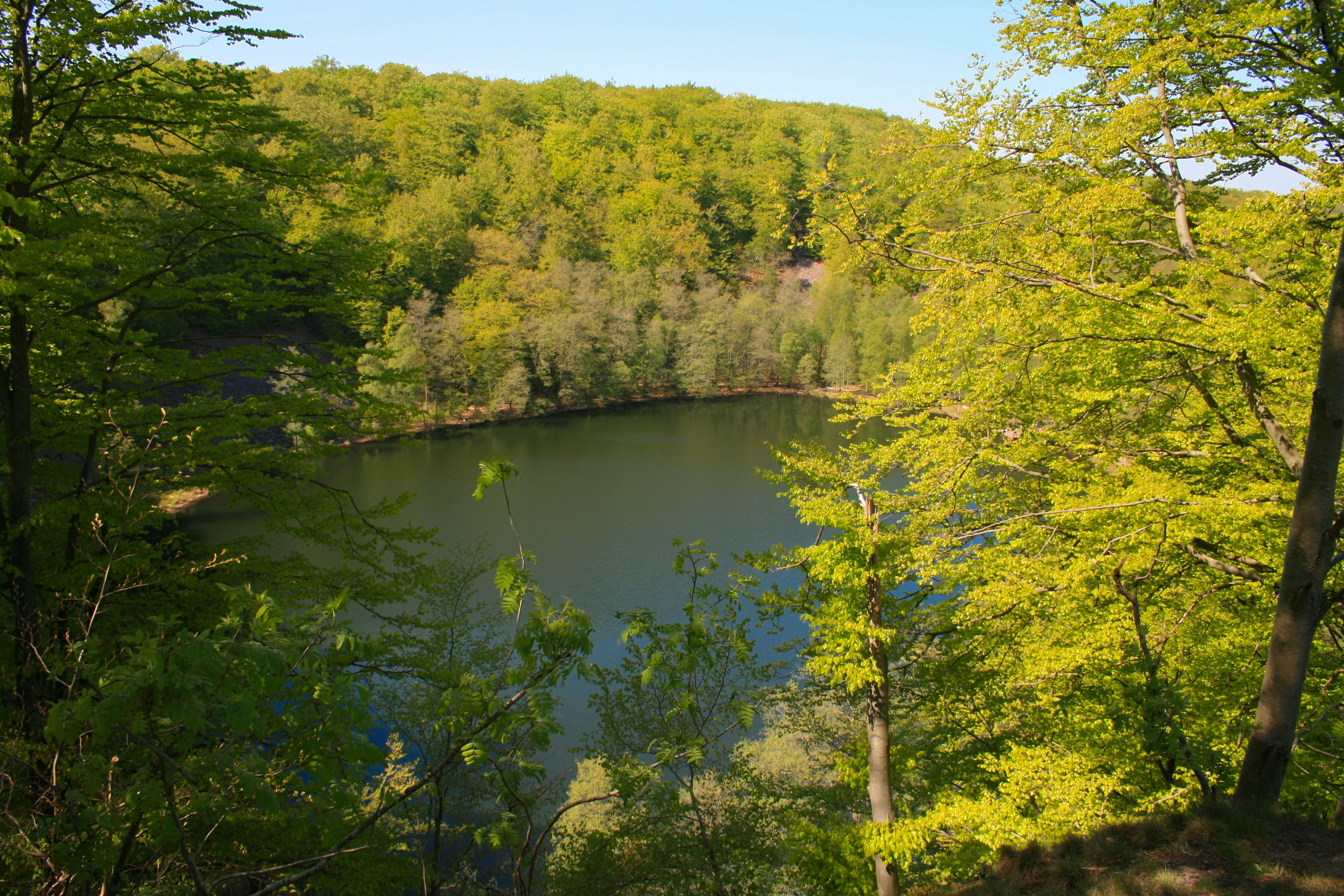
Le lac Odensjön, situé dans un cirque glaciaire approfondi en période périglaciaire

Il y a eu de nombreuses discussions pour expliquer la formation des trois principaux canyons de Söderåsen (Klova hallar en dehors du parc et Skäralid et Odensjön dans le parc). L'interprétation la plus récente est que lors de la formation du horst, certaines petites fractures sont apparues, qui auraient ensuite été approfondies par l'érosion des rivières. Le massif a ensuite subi quatre périodes glaciaires qui l'ont fortement érodé. Avant le maximum de la glaciation, les vallées auraient subi une érosion périglaciaire, de la glace se maintenant localement, créant des structures de type cirque glaciaire. Ces petits glaciers parvenaient à se former en grande partie grâce à l'abri du rayonnement solaire que leur procuraient les vallées, même si elles n'avaient pas encore la profondeur actuelle. Avant les grandes glaciations, la neige s'accumulait dans les vallées, ce qui protégeait ensuite le relief de la phase la plus froide de la glaciation, durant laquelle l'inlandsis recouvrait la totalité de la région, comme lors de la glaciation de Weichsel. Lors du retrait de l'inlandsis, les conditions périglaciaires reprirent et l'érosion des vallées reprit avec elle. Cette théorie explique en particulier la formation du lac d'Odensjön, dont le « surcreusement » s'interprète par ces petits « patch » de glace, érodant très localement la roche et créant à leur front des petites moraines.
De nombreuses traces de cette érosion en période périglaciaire se retrouvent un peu partout dans les vallées, avec un grand nombre de cirques et d'éboulis, ces derniers étant dus à la succession de gel et dégel.

## Milieu naturel

### Faune

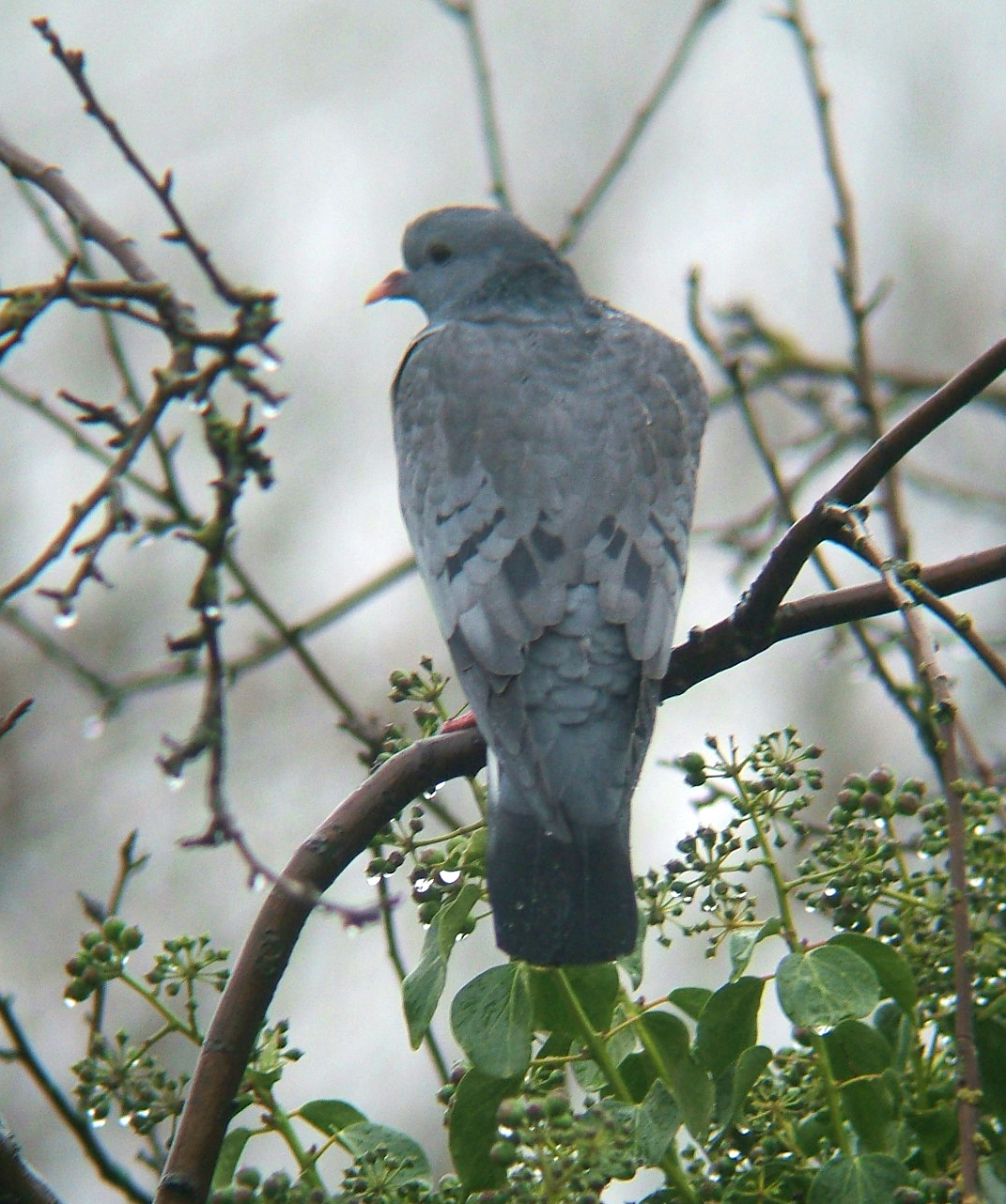
Un pigeon colombin, que l'on retrouve sur le logo du parc

Plusieurs espèces de mammifères souvent caractéristiques des forêts suédoises vivent dans le parc. Parmi les grands mammifères, on trouve par exemple des chevreuils (Capreolus capreolus), des daims (Dama dama), mais aussi des élans (Alces alces), des sangliers (Sus scrofa) et des renards. Les petits mammifères sont aussi très représentés, avec de nombreux mulots, lièvres (Lepus europaeus) et blaireaux (Meles meles), ainsi que des putois (Mustela putorius) et écureuils roux (Sciurus vulgaris). On trouve aussi plusieurs espèces de chauves-souris, en particulier les murins de Daubenton (Myotis daubentonii), souvent visibles à proximité de l'eau, ou encore les murins à moustache (Myotis mystacinus), oreillards (Plecotus auritus) et sérotines boréales (Eptesicus nilssonii).
Si le plateau n'offre pas un terrain particulièrement favorable pour les oiseaux, les vallées ont au contraire une avifaune riche. Les principales espèces rencontrées sont des espèces appréciant les forêts de feuillus, tels que le pic épeichette (Dendrocopos minor), le gros-bec casse-noyaux (Coccothraustes coccothraustes), le geai des chênes (Garrulus glandarius), la sittelle torchepot (Sitta europaea), le grimpereau des bois (Certhia familiaris), le pouillot siffleur (Phylloscopus sibilatrix), le pipit des arbres (Anthus trivialis) et le pinson des arbres (Fringilla coelebs). On trouve aussi de plus en plus de pouillots véloces (Phylloscopus collybita), espèce qui ne se trouvait pas dans la région auparavant. Dans le parc nichent aussi des rapaces, le plus courant étant la buse variable (Buteo buteo), mais la chouette hulotte (Strix aluco), le hibou moyen-duc (Asio otus), la bondrée apivore (Pernis apivorus), l'autour des palombes (Accipiter gentilis) et le milan royal (Milvus milvus) se rencontrent aussi.
Le parc de Söderåsen abrite plusieurs espèces d'insectes que l'on ne retrouve nulle part ailleurs dans les pays nordiques, ce qui est en particulier dû à la présence de hêtres communs sur un vaste territoire continu. La préservation de ces espèces est favorisée par le fait que le bois mort n'est plus retiré, fournissant ainsi un habitat idéal. Les insectes les plus communs sont le lucane cerf-volant (Lucanus cervus) et différentes espèces de Tenebrionidae, d'Anobiidae et de taupins.
Dans la rivière Skärån, on peut trouver des truites fario (Salmo trutta fario), des vairons (Phoxinus phoxinus) et des lamproies (Petromyzontidae). Les eaux possèdent aussi des Plecoptera, dont beaucoup d'espèces sont classées menacées sur la liste rouge de l'UICN du fait de la pollution des eaux. Près du barrage de la Skärån, on trouve plusieurs espèces d'amphibiens, telles que le crapaud commun (Bufo bufo), la grenouille rousse (Rana temporaria), le triton crêté (Triturus cristatus) et le triton commun (Lissotriton vulgaris). Le lac contient aussi plusieurs espèces de poissons qui y ont été introduites par l'homme, comme la perche commune (Perca fluviatilis), le grand brochet (Esox lucius), la lotte (Lota lota), le gardon (Rutilus rutilus), la tanche (Tinca tinca), la truite arc-en-ciel (Oncorhynchus mykiss) et l'anguille d'Europe (Anguilla anguilla).

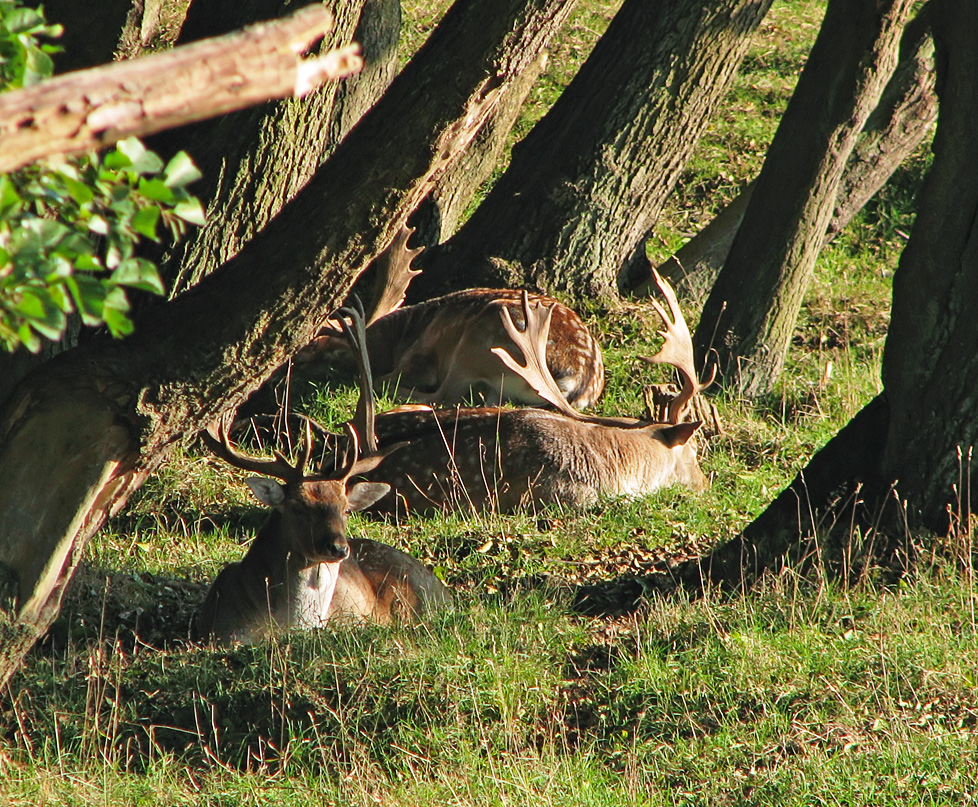
Daims
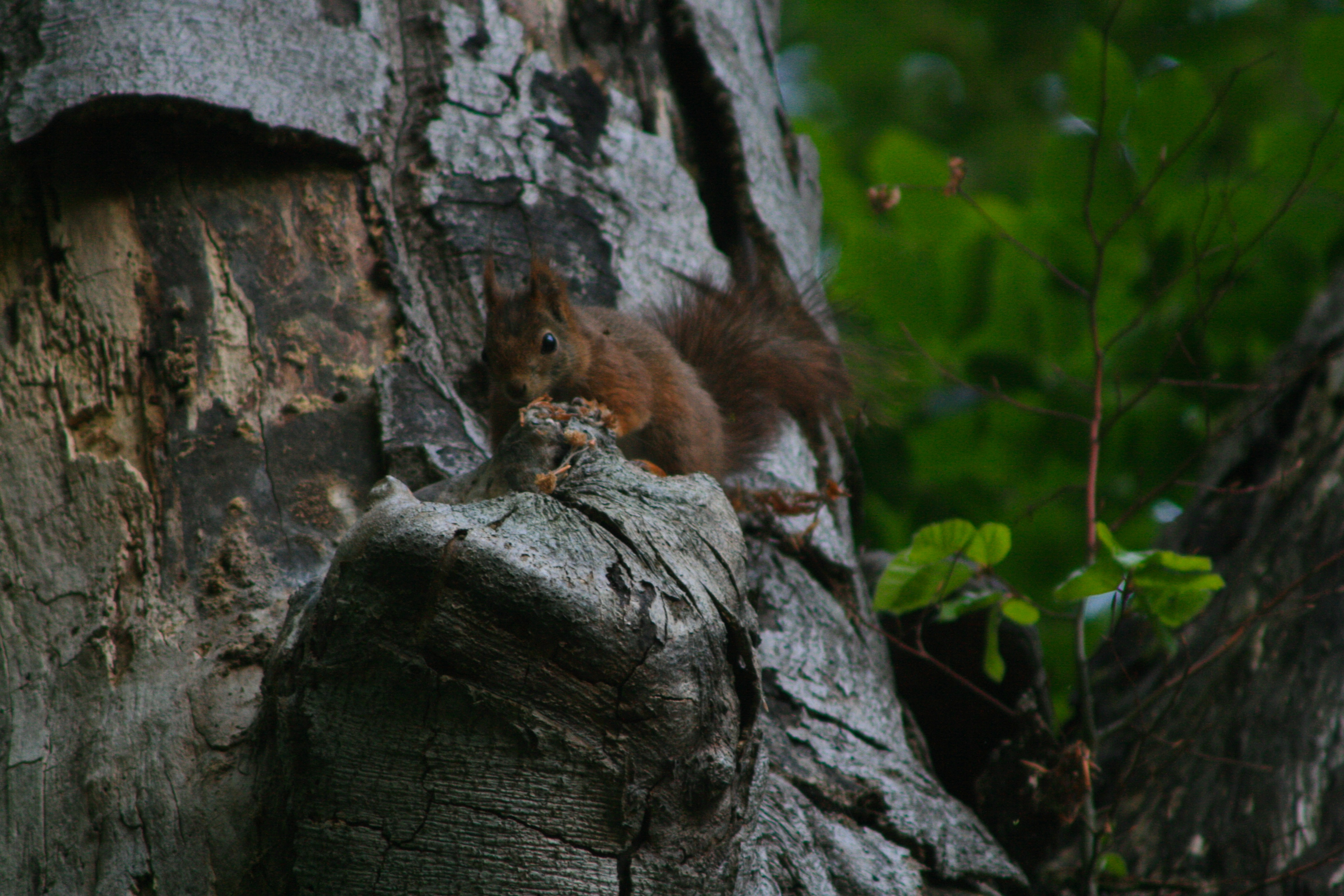
Écureuil près de l'entrée principale du parc
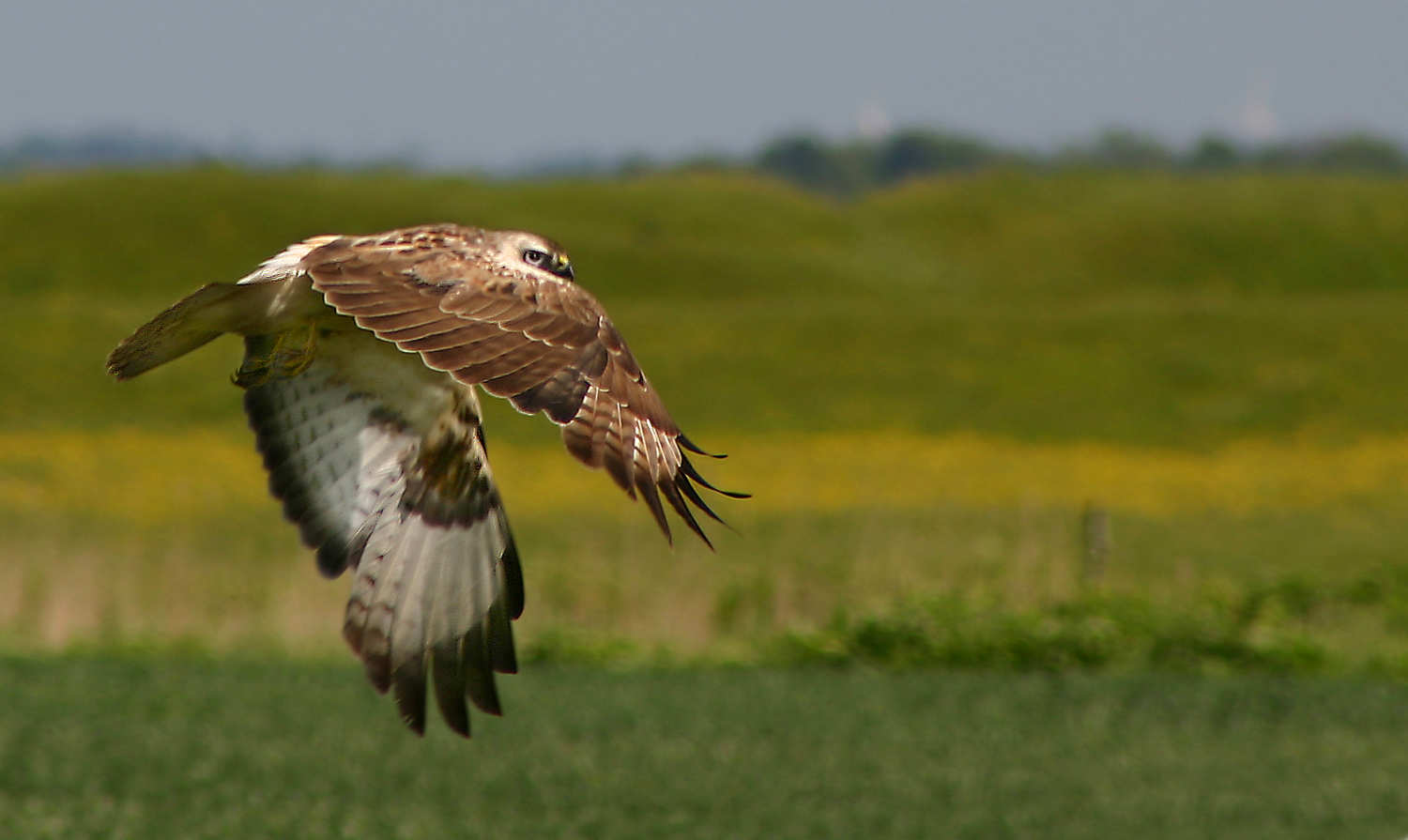
Buse variable
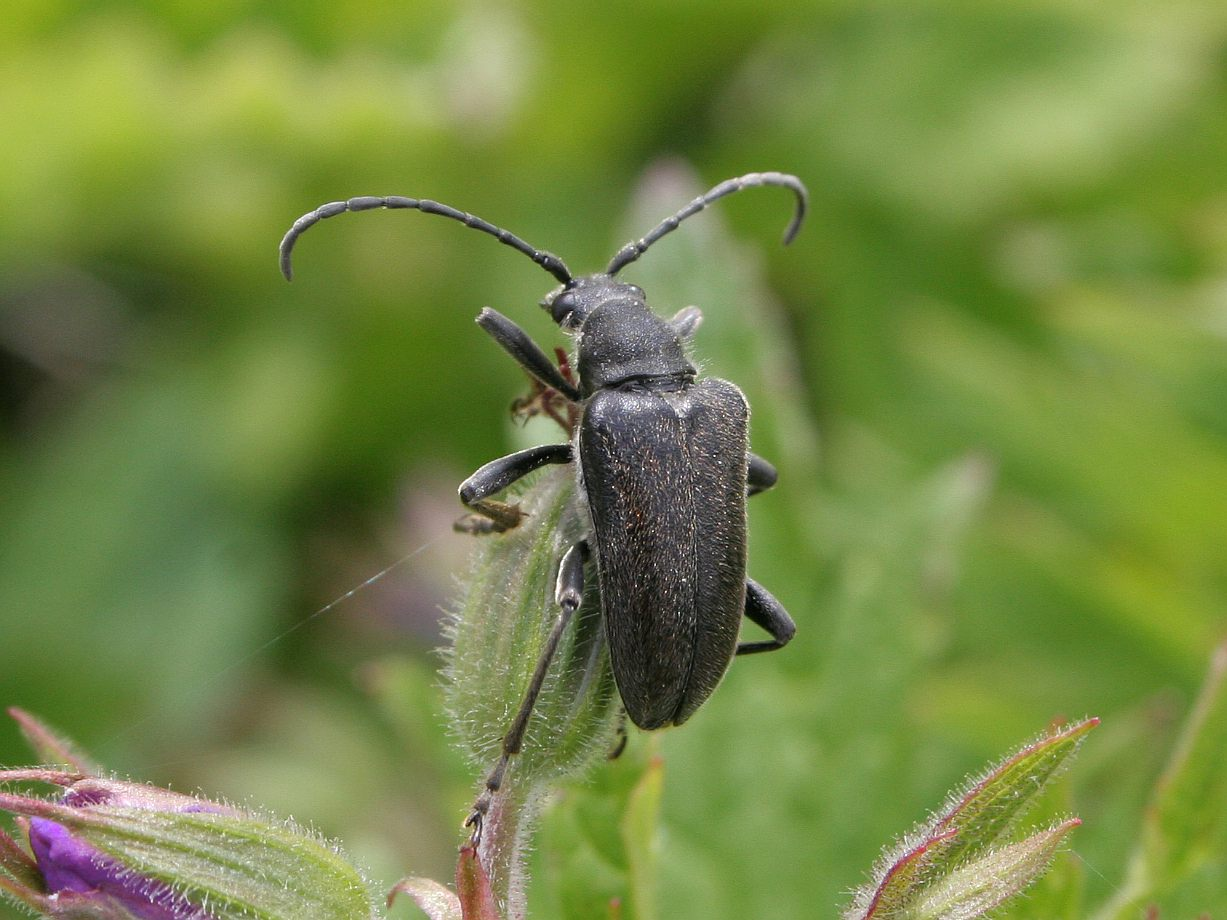
Lepture écussonnée

### Flore

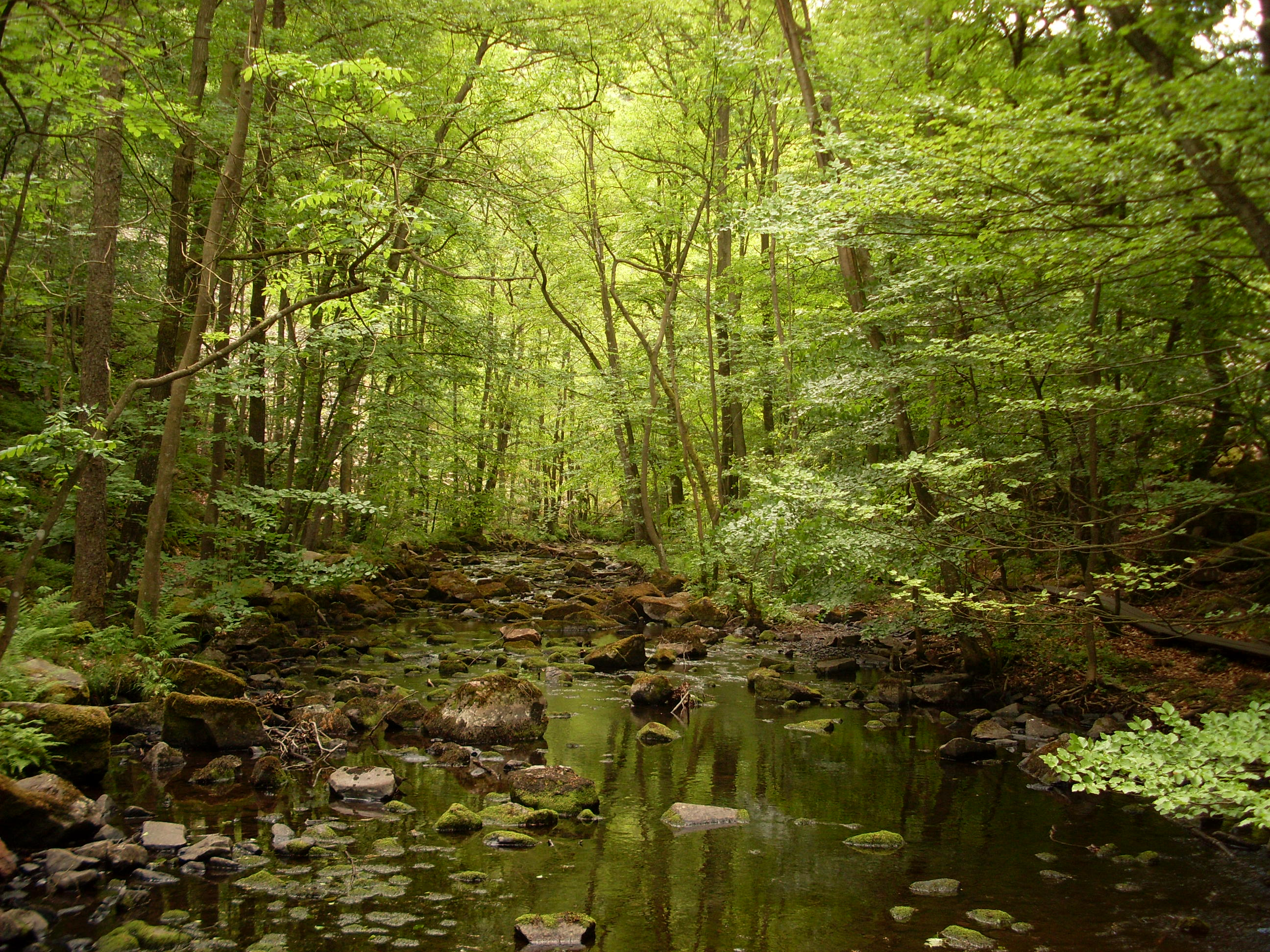
Le ruisseau Skärån au fond de la vallée de Skäralid

Le parc national de Söderåsen est situé dans l'écorégion terrestre du WWF Forêts mixtes de la Baltique. Il est d'ailleurs principalement couvert par la forêt. En 2000, elle représentait 1 517 des 1 625 ha du parc, dont 1 209 ha de feuillus, constituant ainsi une des plus vastes forêts de feuillus protégées des pays nordiques. Cette forêt est principalement constituée de hêtres communs (Fagus sylvatica), mais on trouve aussi des aulnes blancs (Alnus incana), des aulnes glutineux (Alnus glutinosa), des chênes rouvres (Quercus petraea) et des chênes pédonculés (Quercus robur). Le sorbier des oiseleurs (Sorbus aucuparia) et le bouleau sont des plantes pionnières qui envahissent, par exemple, les prairies abandonnées, avant d'être suivies par les hêtres et les chênes, mais ils peuvent persister localement même après l'arrivée de ces derniers. Dans les vallées, on trouve souvent un mélange de plusieurs espèces, telles que l'érable plane (Acer platanoides), le charme commun (Carpinus betulus), l'orme de montagne (Ulmus glabra), le frêne élevé (Fraxinus excelsior), le merisier (Prunus avium) et le tilleul à petites feuilles (Tilia cordata). Depuis que la forêt est protégée, le bois mort, qui n'est plus enlevé par l'homme, permet une vie animale et végétale riche.

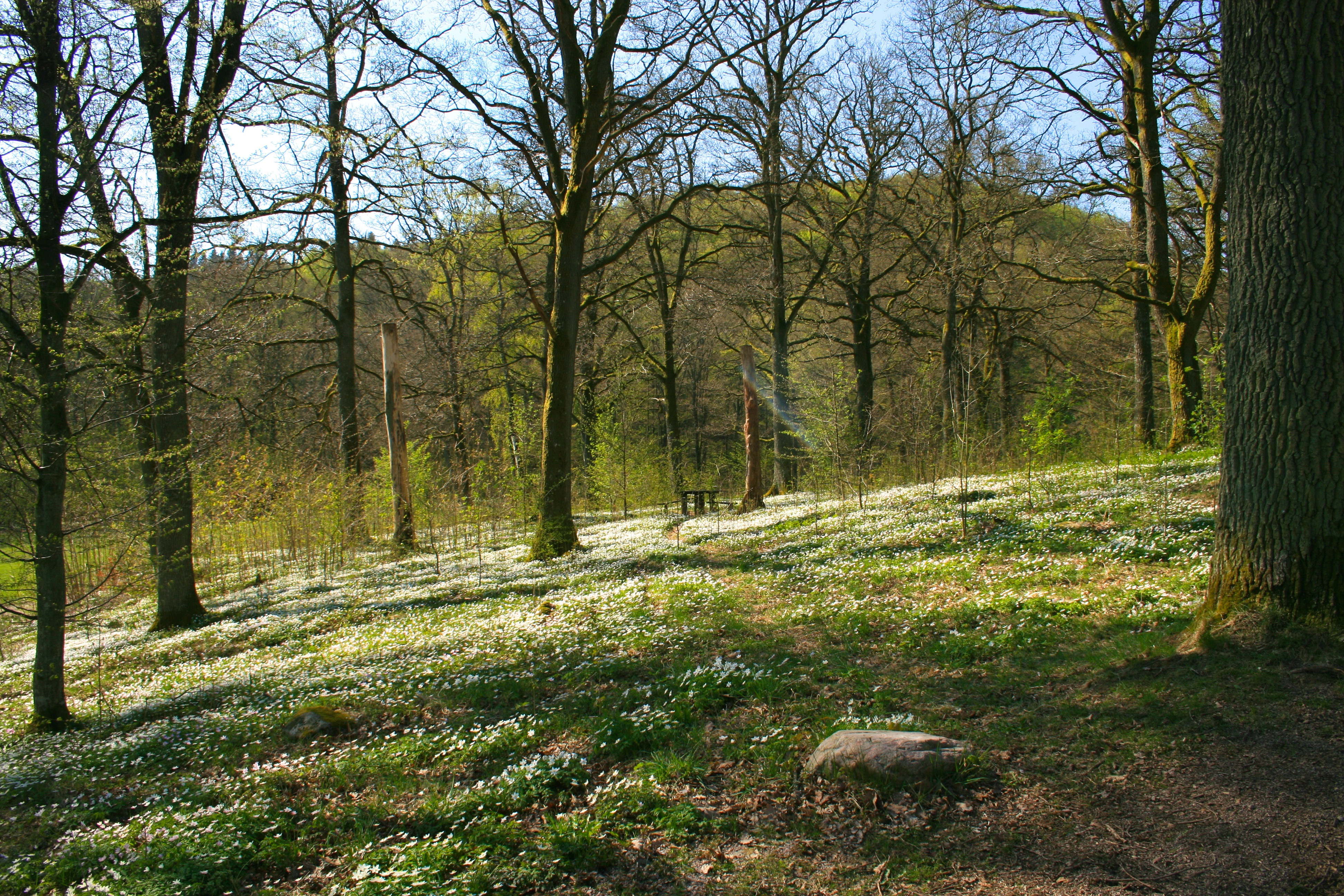
Tapis d'anémones des bois dans la forêt de Söderåsen

La végétation au sol dépend fortement de la richesse du sol, ainsi que du type d'arbres sous lesquels elle se développe. Ainsi dans les sols pauvres et où la canopée est dense et laisse peu filtrer la lumière, comme sous les hêtres, peu d'espèces se développent : principalement le sureau à grappe (Sambucus racemosa) et le framboisier (Rubus idaeus). Au printemps, ces sols accueillent de vastes tapis de luzules printanières (Luzula pilosa) et d'anémones des bois (Anemone nemorosa), tandis que, le reste de l'année, on peut trouver des trientales d'Europe (Trientalis europaea) ou des maïanthèmes à deux feuilles (Maianthemum bifolium). Sur les roches et racines se développent plusieurs espèces de mousses et de lichens. Quelques espèces de champignons se développent aussi, telles que des lactaires et russules.
Sous les chênes, frênes et aulnes, aux feuillages moins denses, la bourdaine (Frangula dodonei), l'oxalis petite oseille (Oxalis acetosella), la myrtille commune (Vaccinium myrtillus), le gaillet des rochers (Galium saxatile) et le mélampyre des prés (Melampyrum pratense) s'ajoutent aux espèces précédemment citées.
Dans les sols plus riches, comme au fond des vallées ou sur les pentes, la flore est, elle aussi, beaucoup plus riche. Ainsi, des espèces comme le merisier à grappes (Prunus padus), le fusain d'Europe (Euonymus europaeus), le noisetier commun (Corylus avellana), le lamier jaune (Lamium galeobdolon) et quelques espèces de fougères parviennent à se développer. Sur les versants nord et est se trouvent plusieurs espèces de mousses, dont quelques espèces rares telles que Porella arboris-vitae ou Neckera pumila, ainsi que quelques espèces de lichens, eux aussi rares, tels que la pulmonaire (Lobaria pulmonaria). Les sols les plus riches sont souvent ceux contenant des filons de diabase, on y trouve alors des anémones hépatiques (Hepatica nobilis), des gagées jaunes (Gagea lutea), des anémones fausse renoncule (Anemone ranunculoides), des mercuriales vivaces (Mercurialis perennis) et des gaillets odorants (Galium odoratum).

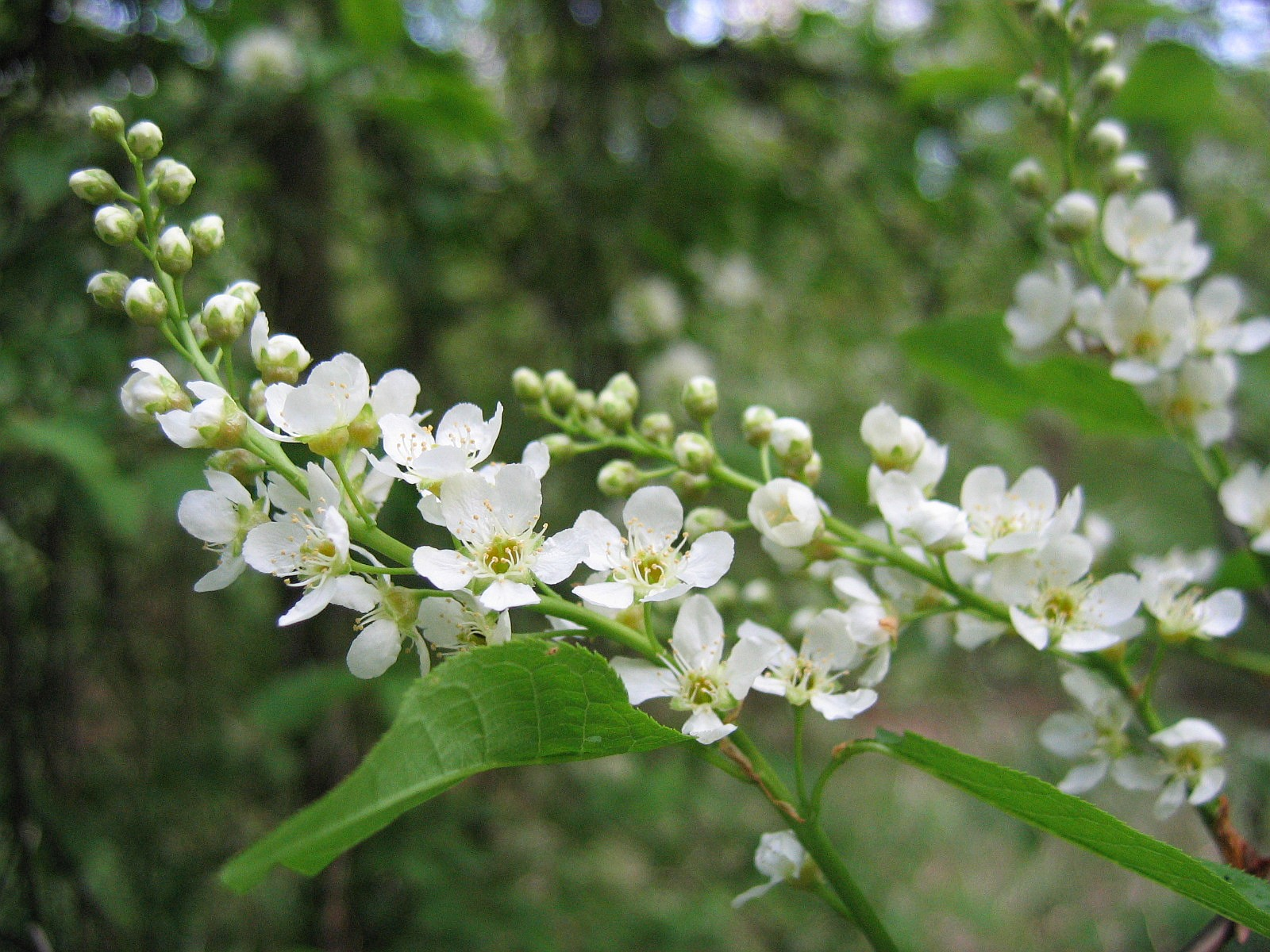
Merisier à grappes
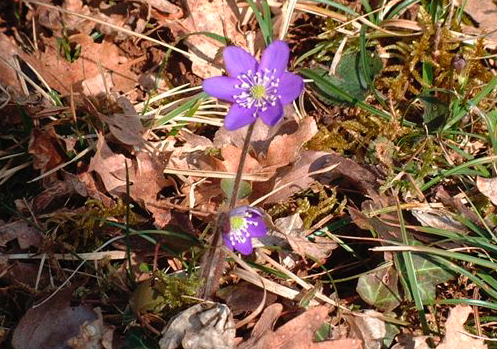
Anémone hépatique
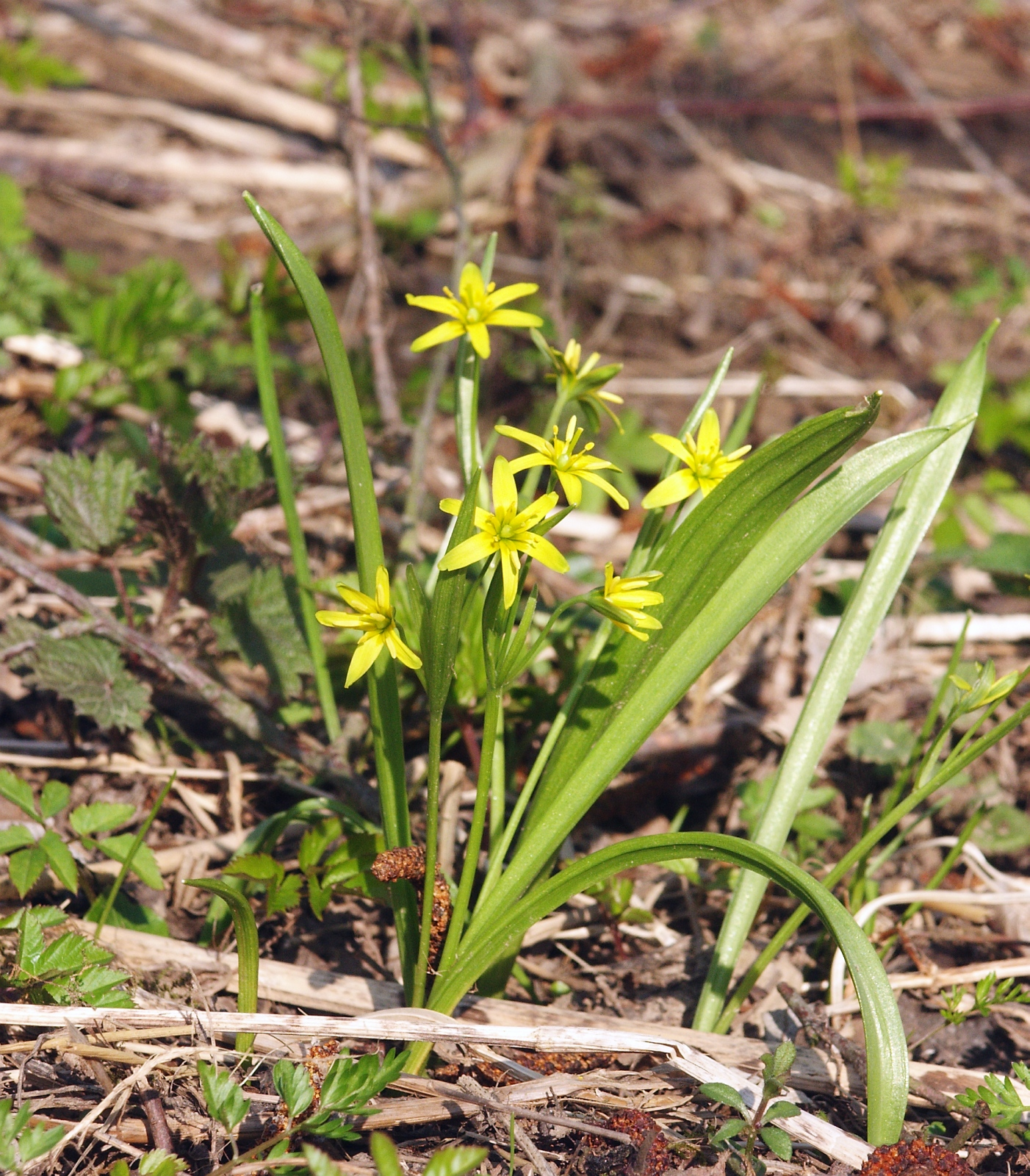
Gagée jaune
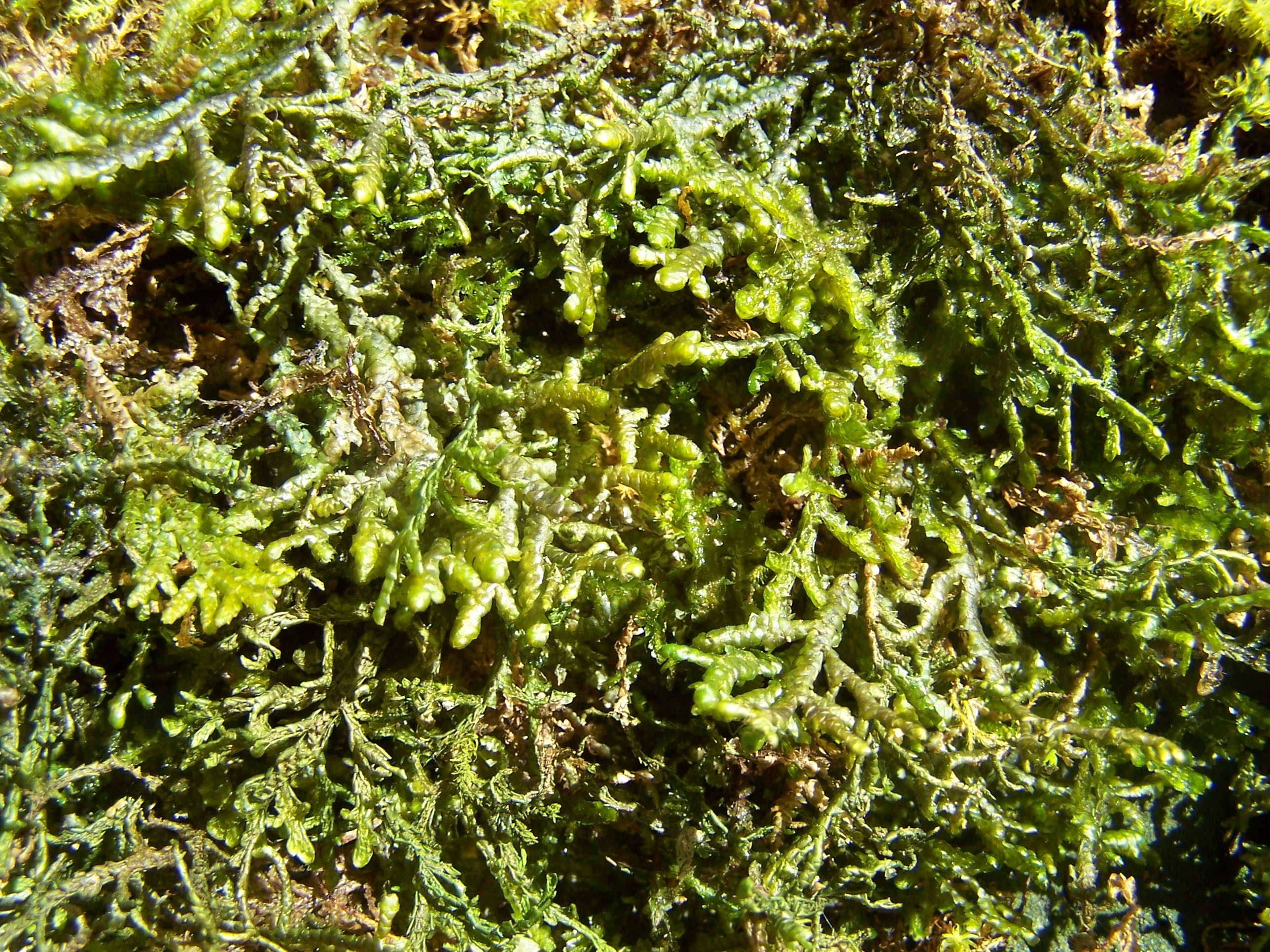
Hépatique porella arbre de vie

## Histoire

### Protohistoire et Moyen Âge
Les plus anciennes traces d'activité humaine dans le parc sont des traces de taille dans le grès de la vallée d'Ugglerödsdalen, datant du Néolithique. Les hommes étaient à cette époque principalement établis dans les plaines alentour, très peu s'aventurant vraiment dans la forêt de Söderåsen. Ce n'est qu'à l'âge du bronze que les hommes, plus nombreux, commencèrent à défricher la forêt. Il s'agissait alors vraisemblablement d'agriculture nomade : les terres étaient défrichées, puis cultivées quelques années. Lorsque la quantité de nutriments du sol devenait trop faible, et en l'absence d'engrais, le champ était laissé à l'abandon et une autre parcelle était alors défrichée à la place. Des cairns ou murs de pierre datés de la fin de l'âge du bronze au début de l'âge du fer ont été retrouvés un peu partout dans le parc. Les murs étaient principalement construits autour des champs, pour empêcher les animaux sauvages d'y pénétrer. À partir de l'âge du fer, l'agriculture se développa aussi sur les pentes les moins raides, grâce à des systèmes de terrasses.
Les premières installations fixes dans la région semblent dater de l'Âge des Vikings ou du début du Moyen Âge nordique. Ainsi, par exemple, l'église de Röstånga fut construite au XIIIe siècle, à l'extrémité est de Söderåsen. En outre, la toponymie de la région comprend de nombreux noms finissant par « arp », « torp », « red » et « röd », qui sont caractéristiques de ces périodes. Jusqu'au XIVe siècle, la région connaît une importante croissance démographique, ce qui s'illustre dans le parc par un grand nombre de cairns de cette période.

### Exploitation de la forêt

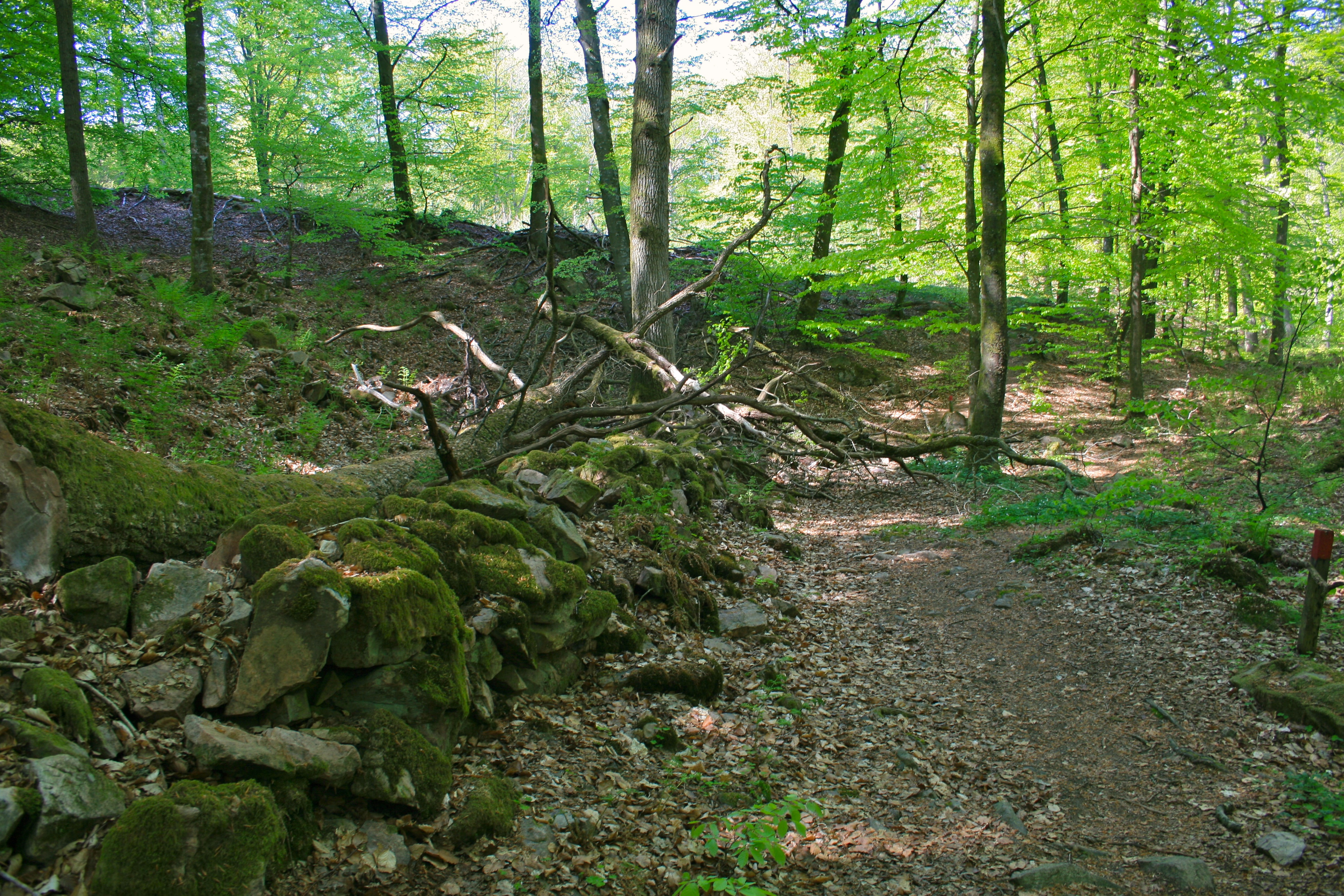
Un ancien mur de pierre, près d'Odensjön

La plus ancienne carte de la région date de 1664 et indique que Söderåsen était principalement recouvert de hêtre commun, mais il y avait aussi de l'aulne, du bouleau, du saule et du noisetier. Les agriculteurs avaient à l'époque le droit de disposer à leur convenance de la forêt, à l'exception des forêts de hêtres. En effet, les hêtres produisaient des faînes, qui étaient importants pour la nourriture des porcs, et le roi pouvait décider de la quantité de porcs que les agriculteurs étaient autorisés à laisser dans la forêt. Les porcs étaient alors souvent laissés dans la forêt en hiver pour se nourrir des faînes, et pour les garder, plusieurs maisons se situaient dans le parc, dont les ruines sont encore visibles aujourd'hui, telles que dans la vallée de Skäralid. Le XVIIIe siècle marqua une importante augmentation de la population. Les sols étant souvent pauvres pour l'agriculture, la principale source de revenus des agriculteurs était l'élevage. Avec l'augmentation des surfaces de pâture et le besoin croissant de matériaux de construction, Söderåsen se transforma de plus en plus en une vaste prairie. Des murs de plusieurs kilomètres de long furent construits à cette époque pour marquer les frontières des propriétés ou pour empêcher, une fois de plus, les animaux de se nourrir des cultures.
Ce processus s'accentua encore au XIXe siècle et la surface de forêt a probablement atteint son minimum au milieu du XIXe siècle, se concentrant principalement sur les pentes. Cependant, en 1893, le pâturage fut interdit dans la forêt. À partir de 1910, on commença à planter des épicéas, et l'exploitation du bois de la forêt fut en particulier importante durant la Première et la Seconde Guerre mondiale, le bois étant fortement utilisé comme combustible. Les pâturages disparurent ainsi, remplacés par des forêts d'épicéas sur les hauteurs du plateau, tandis que la forêt de feuillus reconquérait les vallées.

### Création du parc

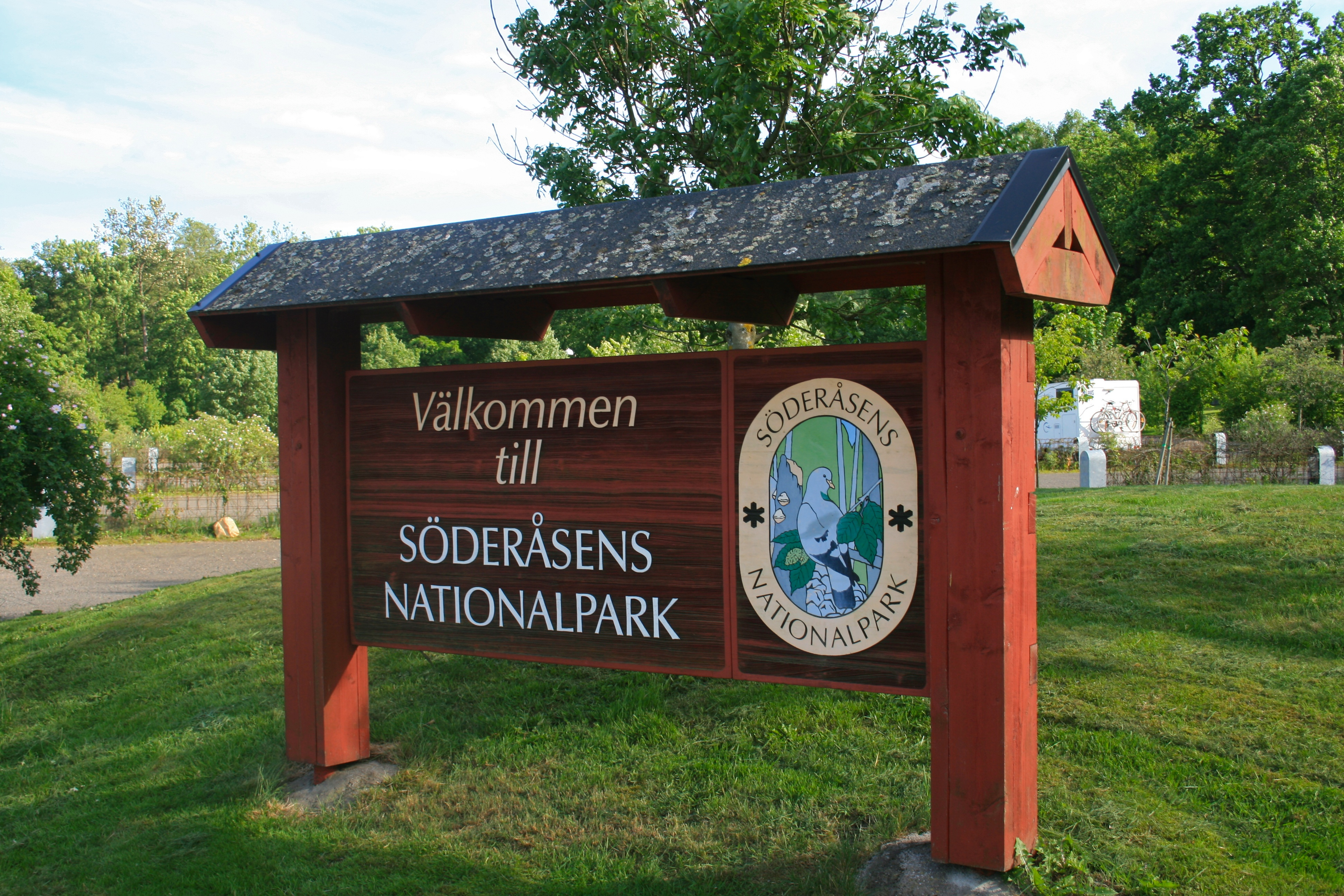
Le panneau « Bienvenue au parc national de Söderåsen », au niveau de l'entrée principale du parc

Le tourisme a commencé à se développer à Söderåsen à la fin du XIXe siècle. En 1892, une ligne de chemin de fer fut construite (ayant fermé depuis), permettant de relier Röstånga et Skäralid à, par exemple, Malmö et Helsingborg, ce qui permit à de nombreux touristes de venir profiter de la nature de Söderåsen. Une piste de danse fut construite à Nackarpsdalen et des boissons étaient vendues à Kopparhatten dans un hangar, qui se transforma ensuite en un restaurant avec piste de danse. À l'actuelle entrée du parc, un hôtel en bois fut construit en 1906, puis le barrage Skärdammen en 1929, permettant aux touristes de l'hôtel de pêcher dans la Skärån.
La protection de la zone se fit progressivement. En 1937, la vallée de Skäralid devient une domänreservat (une sorte de réserve forestière). Par la suite, plusieurs réserves naturelles furent créées, telles que Härsnäs, Nackarp, Uggleröd et Odensjön. En 1989, Naturvårdsverket édita un plan pour la création de nouveaux parcs, dans lequel la création d'un parc national à Söderåsen était évoquée. Dès lors, des discussions se sont engagées, concernant en particulier les frontières du nouveau parc. Le parc national fut finalement inauguré le 13 juin 2001, et incluait les réserves naturelles d'Härsnäs, Nackarp, Uggleröd et Odensjön. La réserve naturelle de Nackarp, datant de 1970, fut cependant incluse seulement en partie et la section non comprise dans le parc national a été reconstituée en réserve naturelle en 2004. Une grande partie du parc national est aussi incluse dans le réseau Natura 2000. Le motif officiel pour la création du parc est de « préserver une grande zone contigüe des paysages de horst du sud de la Suède dans un état relativement intact ».

### Restauration de la forêt de feuillus
Entre juin 2002 et décembre 2006, le comté de Scanie a entrepris un projet de restauration de la forêt de feuillus du parc national de Söderåsen, avec le soutien financier de l'instrument financier pour l'environnement de l'Union européenne. En effet, dans le passé, la forêt a été exploitée, et pour des raisons économiques, diverses espèces d'arbres non endémiques ont été plantées, en particulier l'épicéa commun (Picea abies) ou plus localement l'érable sycomore (Acer pseudoplatanus), le chêne rouge d'Amérique (Quercus rubra), le mélèze d'Europe (Larix decidua), le thuya d'Occident (Thuja occidentali), le sapin de Douglas (Pseudotsuga menziesii) et le sapin de Nordmann (Abies nordmanniana). Ces espèces n'étant pas endémiques, il fut décidé de les enlever. L'objectif est une élimination progressive des épicéas en 20 ans. Le projet a été mené en visant un impact minimal sur la nature. Par exemple, aucun arbre n'a été abattu entre avril et juin, principale période de nidification. Cette volonté s'illustre aussi dans le choix initial de techniques d'abattage et de scarification respectueuses de l'environnement. Ainsi, la volonté première était que la coupe des arbres soit faite manuellement, à la tronçonneuse, et que les arbres soient retirés à l'aide de chevaux, mais ceci s'est avéré impossible à cause du manque de temps et de personnel qualifié. Il fut finalement décidé d'utiliser un petit véhicule téléguidé pour ces deux tâches, comme un compromis entre le plan initial et les techniques industrielles usuelles. Les travailleurs furent d'une certaine façon aidés par la tempête Erwin, qui frappa la région en 2005, faisant chuter quasi exclusivement les épicéas, même si elle retarda en réalité le projet. Pour la scarification du sol, il était prévu d'utiliser des cochons, mais les deux premiers étés de tests se sont avérés décevants, tant en qualité de la scarification qu'en quantité. Le projet fut alors modifié et la machine téléguidée fut utilisée de nouveau à la place.
En parallèle, des graines venant du reste du parc furent collectées, puis germées en pépinière, et, enfin, les jeunes arbres furent plantés selon un arrangement aléatoire dans les zones scarifiées. Ce fut majoritairement des chênes qui furent réintroduits, afin d'équilibrer la domination des hêtres dans le parc. En revanche, dans certaines zones, des graines ont été directement semées, et, dans d'autres zones, celles-ci simplement laissées à une régénération naturelle. Toutes ces zones ont été clôturées de façon à empêcher les animaux de manger les graines ou les jeunes arbres et un soin particulier y a été apporté pour éviter que les animaux ne se blessent. Le coût total du projet a été de 1 761 086 euros, principalement financé par Naturvårdsverket et la Commission européenne.

## Gestion et administration
Comme pour la plupart des parcs nationaux de Suède, la gestion et l'administration sont divisées entre l'agence suédoise de protection de l'environnement (Naturvårdsverket) et le conseil d'administration des comtés (Länsstyrelse). Naturvårdsverket est chargé de la proposition des nouveaux parcs nationaux, sur consultation des conseils d'administration des comtés et des communes, et la création est entérinée par un vote du parlement. Le terrain est ensuite acheté par l'État, par l'intermédiaire de Naturvårdsverket. La gestion du parc est ensuite principalement entre les mains du comté, c'est-à-dire le conseil d'administration du comté de Scanie pour le parc de Söderåsen.
Six personnes travaillent à temps complet à la gestion du parc, ce qui comprend en particulier l'entretien des sentiers de randonnée et des refuges.

## Tourisme

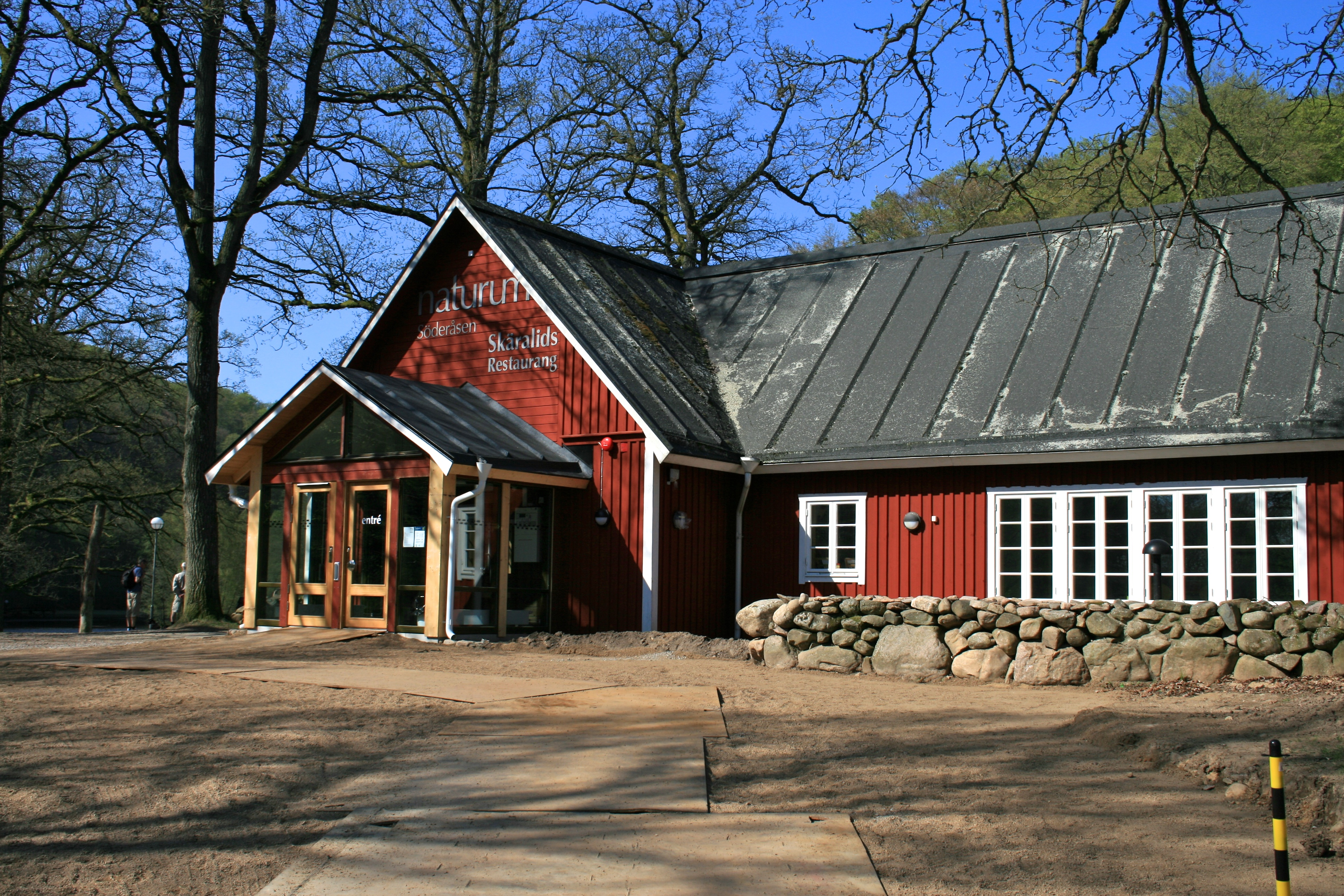
Le Naturum (centre d'information), situé à l'entrée principale du parc

Söderåsen est situé dans la deuxième région la plus densément peuplée de Suède, à proximité des villes de Lund, Helsingborg et Malmö, qui figurent parmi les principales du pays. De plus, la région est principalement plate et agricole, et Söderåsen fait donc partie des quelques espaces naturels préservés de la région. De ce fait très fréquenté, le nombre de visiteurs s'est encore accru depuis que le site est classé parc national. En 2013, il était l'un des parcs nationaux les plus visités de Suède avec environ 350 000 visiteurs.

### Accès et hébergement
Le parc est très facile d'accès. Sa frontière nord-est est longée par la route nationale 13 (Ystad-Ängelholm), avec des parcs de stationnement gratuits aux diverses entrées du parc, et le bus 518 de Skånetrafiken dessert les principales entrées du parc.
Des auberges de jeunesse et camping sont situés dans les villages de Skäralid et de Röstånga, celle de Röstånga remontant à 1904. Bien que le parc national soit relativement petit, il compte en son sein trois refuges. Killahuset se situe près de l'entrée principale du parc, non loin du sentier Skåneleden, Liagård est approximativement au milieu du parc  et Dahlberg est à l'est sur le Skåneleden. Ces deux derniers sont gratuits.

### Activités

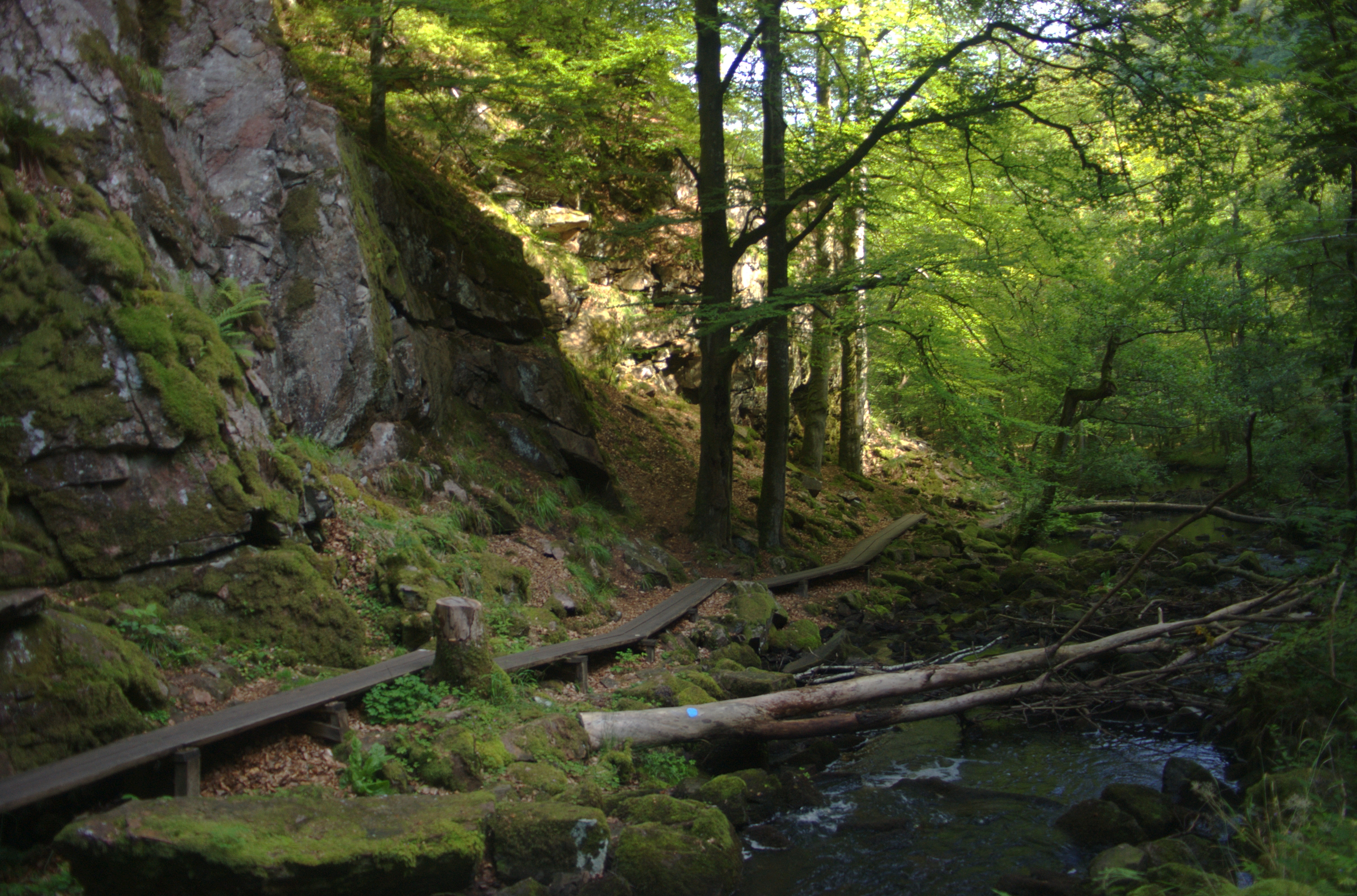
Sentier de randonnée dans le parc

À l'entrée du parc se trouve le centre d'information (Naturum) du parc, construit en 2000, avec une exposition sur le parc ainsi qu'un accueil pouvant offrir par exemple des conseils de randonnée. Dans le bâtiment se trouve aussi un restaurant et café.
La randonnée représente l'activité principale du parc. La plupart des 50 km de sentiers de randonnée se situent dans la vallée de Skäralid et mènent en particulier aux sites de Kopparhatten et Hjortsprånget, à l'aplomb de la vallée, offrant une vue imprenable sur le parc. Plusieurs sentiers existent près de la vallée de Nackarpsdalen et du lac d'Odensjön. Quant à la section De crête à crête (Ås till åsleden) du chemin de grande randonnée Skåneleden, elle parcourt le parc sur toute sa longueur. À différents endroits, des accès ont été facilités pour les personnes à mobilité réduite.
La pêche est autorisée dans le lac d'Odensjön, sous condition d'achat d'une carte de pêche. Le lac est également le théâtre de représentations musicales annuelles réalisées au mois d'août. Le spectacle a lieu sur une scène flottante, tandis que le public utilise les gradins naturels que forment les parois autour du lac.